# Mi-Ra Kim
Mi-Ra Kim, née en 1975, est une femme chef cuisinier franco-coréenne.
Le restaurant L'Essentiel dont elle est chef avec Charles Thuillant a obtenu une étoile au Guide Michelin en 2018. Cela fait d'elle une des rares femmes chef étoilées en France.

## Parcours
Mi-Ra Kim est originaire de Gwangju en Corée du Sud. Formée au Cordon Bleu elle rencontre son compagnon Charles Thuillant chez Ze Kitchen Galerie (Paris 6ème) où ils travaillent tous les deux avec le chef William Ledeuil. Mi-Ra Kim travaille ensuite à L’Atelier (Paris 7ème) puis avec Inaki Aizpitarte au Châteaubriand.
Charles Thuillant propose à Mi-Ra Kim de s'installer en Normandie et d'y ouvrir un restaurant. Ils se marient et ouvrent l'Essentiel à Deauville en novembre 2008. Ce restaurant bistronomique fusionne cuisine française et coréenne. Le restaurant fait partie de l’Association Bon pour le Climat et propose ainsi au moins une entrée, un plat et un dessert respectant trois critères :  produits de saison, grande place du végétal dans ces plats et ingrédients provenant de moins de 200km.
L’Essentiel est distingué «Meilleur Jeune Talent» 2010 par le Gault et Millau en 2010 et est listé dans « Les 500 restaurants indispensables » par ce même guide en 2013.
En 2018, l'Essentiel reçoit une étoile du Guide Michelin.